# جايسون دوركوس
جايسون دوركوس (مواليد 7 ديسمبر 1983) هو مبارز بالسيف يوناني، مثّل بلاده في الألعاب الأولمبية الصيفية 2004.

## روابط رياضية
جايسون دوركوس على موقع الاتحاد الدولي للمبارزة (الإنجليزية)
- جايسون دوركوس على موقع أوليمبيديا (الإنجليزية)